# Nedelnik
 (octobre 2022).
La mise en forme du texte ne suit pas les recommandations de Wikipédia : il faut le « wikifier ».
Les points d'amélioration suivants sont les cas les plus fréquents. Le détail des points à revoir est peut-être précisé sur la page de discussion.
- Les titres sont pré-formatés par le logiciel. Ils ne sont ni en capitales, ni en gras.
- Le texte ne doit pas être écrit en capitales (les noms de famille non plus), ni en gras, ni en italique, ni en « petit »…
- Le gras n'est utilisé que pour surligner le titre de l'article dans l'introduction, une seule fois.
- L'italique est rarement utilisé : mots en langue étrangère, titres d'œuvres, noms de bateaux, etc.
- Les citations ne sont pas en italique mais en corps de texte normal. Elles sont entourées par des guillemets français : « et ».
- Les listes à puces sont à éviter, des paragraphes rédigés étant largement préférés. Les tableaux sont à réserver à la présentation de données structurées (résultats, etc.).
- Les appels de note de bas de page (petits chiffres en exposant, introduits par l'outil «  Source ») sont à placer entre la fin de phrase et le point final[comme ça].
- Les liens internes (vers d'autres articles de Wikipédia) sont à choisir avec parcimonie. Créez des liens vers des articles approfondissant le sujet. Les termes génériques sans rapport avec le sujet sont à éviter, ainsi que les répétitions de liens vers un même terme.
- Les liens externes sont à placer uniquement dans une section « Liens externes », à la fin de l'article. Ces liens sont à choisir avec parcimonie suivant les règles définies. Si un lien sert de source à l'article, son insertion dans le texte est à faire par les notes de bas de page.
- La présentation des références doit suivre les conventions bibliographiques. Il est recommandé d'utiliser les modèles {{Ouvrage}}, {{Chapitre}}, {{Article}}, {{Lien web}} et/ou {{Bibliographie}}. Le mode d'édition visuel peut mettre en forme automatiquement les références.
- Insérer une infobox (cadre d'informations à droite) n'est pas obligatoire pour parachever la mise en page.

Pour une aide détaillée, merci de consulter Aide:Wikification.
Si vous pensez que ces points ont été résolus, vous pouvez retirer ce bandeau et améliorer la mise en forme d'un autre article.
 (octobre 2022).

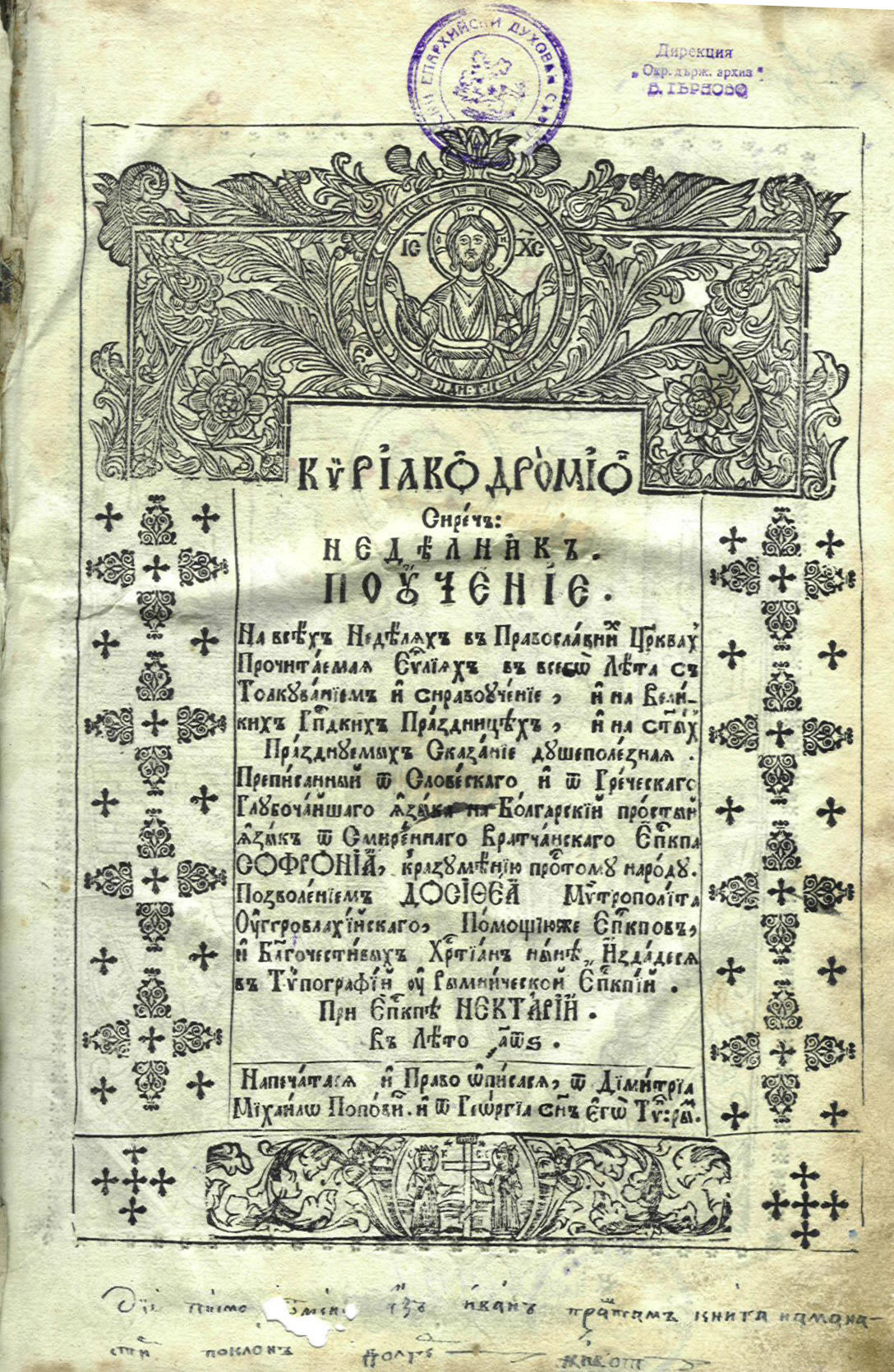
Couverture du "Dimanche"

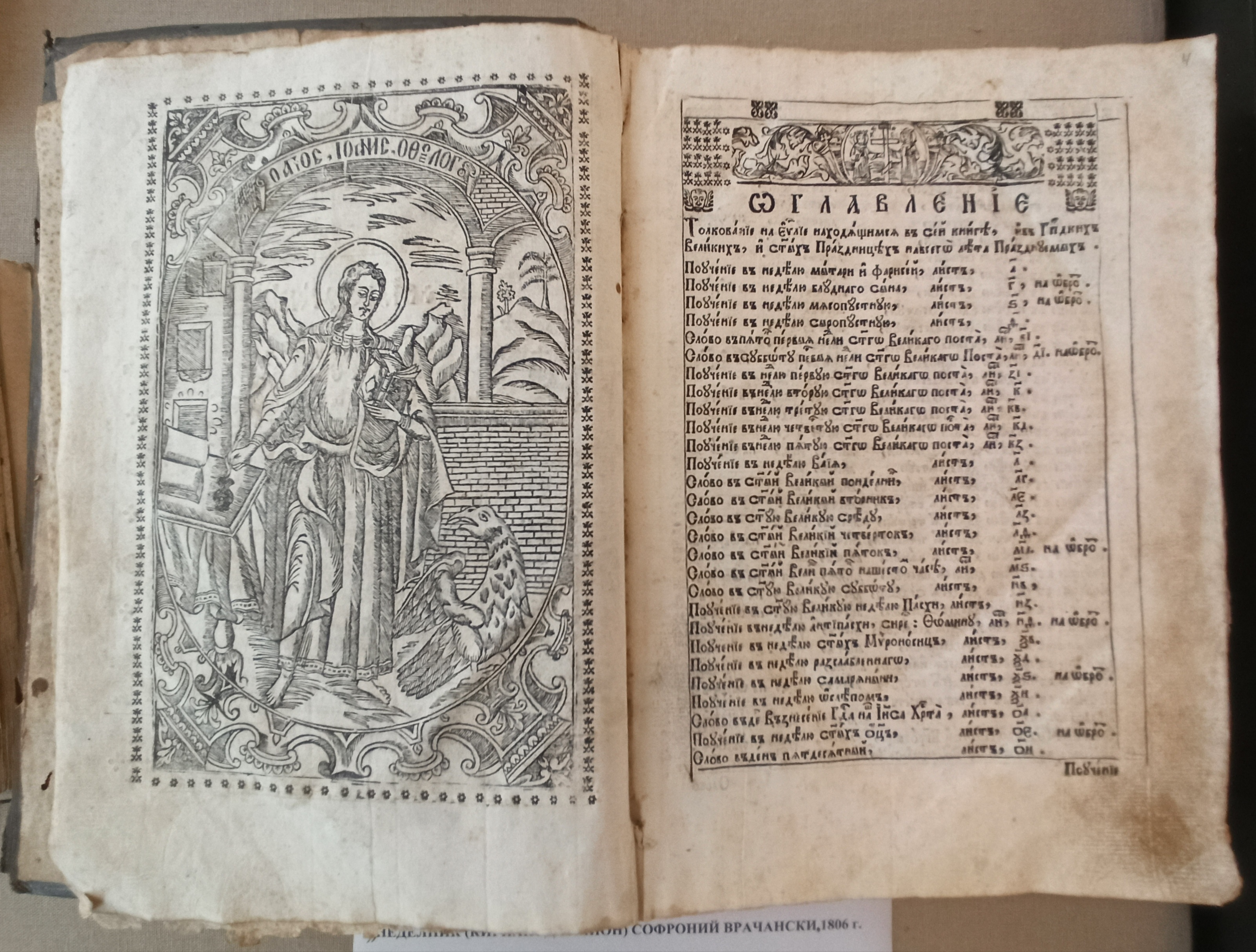
Contenus de "Dimanche". Exposition du Musée de la Renaissance, Varna

"Kyriakodromion, c'est-à-dire Nedelnik" (ou simplement "Nedelnik" ou "Sophronié" ) est le premier livre imprimé dans la nouvelle langue bulgare. Il a été compilé par Sophronius Vrachanski et publié en 1806 dans la ville roumaine de Rimnik (aujourd'hui Ramnicu Valcea). De plusieurs œuvres achevées de Sophronius, c'est la seule qu'il a réussi à imprimer. Le livre est un recueil de 94 sermons et sermons du dimanche et des fêtes, rassemblés sur 530 pages chronologiquement dans l'ordre des fêtes annuelles auxquelles ils se réfèrent. La "Sophronie" a la forme d'un livre impressionnant pour l'époque, contient des gravures sur bois et des ornements, et certains des exemplaires incluent également une liste de contributeurs.
Comme d'autres ouvrages de Sophronius, le "Nedelnik" a le caractère d'une compilation de traductions de la langue grecque. C'est ce que prétend Alexander Teodorov-Balan, selon qui le prototype du livre est "Kyriakodromion" du théologien grec Nikephoros Theotokis, publié pour la première fois en 1796 à Moscou et réimprimé à Bucarest en 1803. Cette thèse a été défendue et popularisée dans la science bulgare. et par Boyan Penev . Selon le chercheur de l'ouvrage de Sophronius, P. Atanasov, l'auteur s'est également inspiré d'anciens livres imprimés russes tels que «l'Évangile du professeur» d' Ivan Fyodorov, réimprimé plusieurs fois en Russie aux XVIIe et XVIIIe siècles.
Chacun des sermons du "Nedelnik" suit la même structure : 1. texte de l'évangile, 2. interprétation et 3. (pas toujours) instruction. Dans les interprétations et les enseignements, on peut trouver des vues personnellement apportées de Sophronius, qui font un lien entre les textes évangéliques et ses idées moralistes, ainsi que le lien avec la mentalité des Bulgares du XVIIIe et du début du XIXe siècle.
"Le Nedelnik" connut encore trois éditions jusqu'à la Libération : en 1856 à Novi Sad, en 1865 à Bucarest, en 1868 à Belgrade. En 1937, il a été réimprimé 5 fois de plus.